# Jordi Hamartol
|  | No s'ha de confondre amb Jordi el Monjo. |

Jordi Hamartol (en llatí Georgius Hamartolus, en grec Γεώργιος ἁμαρτωλὸς) fou un monjo que va viure vers la meitat del segle ix.
Va ser l'autor d'un Chronicon, una història del món des de la creació fins al regnat de l'emperador Miquel III (842-867), fill de Teòfil i Teodora. Extractes d'aquesta obra foren publicats per Lleó Al·laci, Petavi, Rader, Gretzer i Hody i diversos autors com Cedrè, Teòfanes Isàuric, i altres, van transcriure en les seves obres diversos passatges del Cronicó.